# ポン・デュ・ガール

ローマ時代の水道橋のニームへのルート

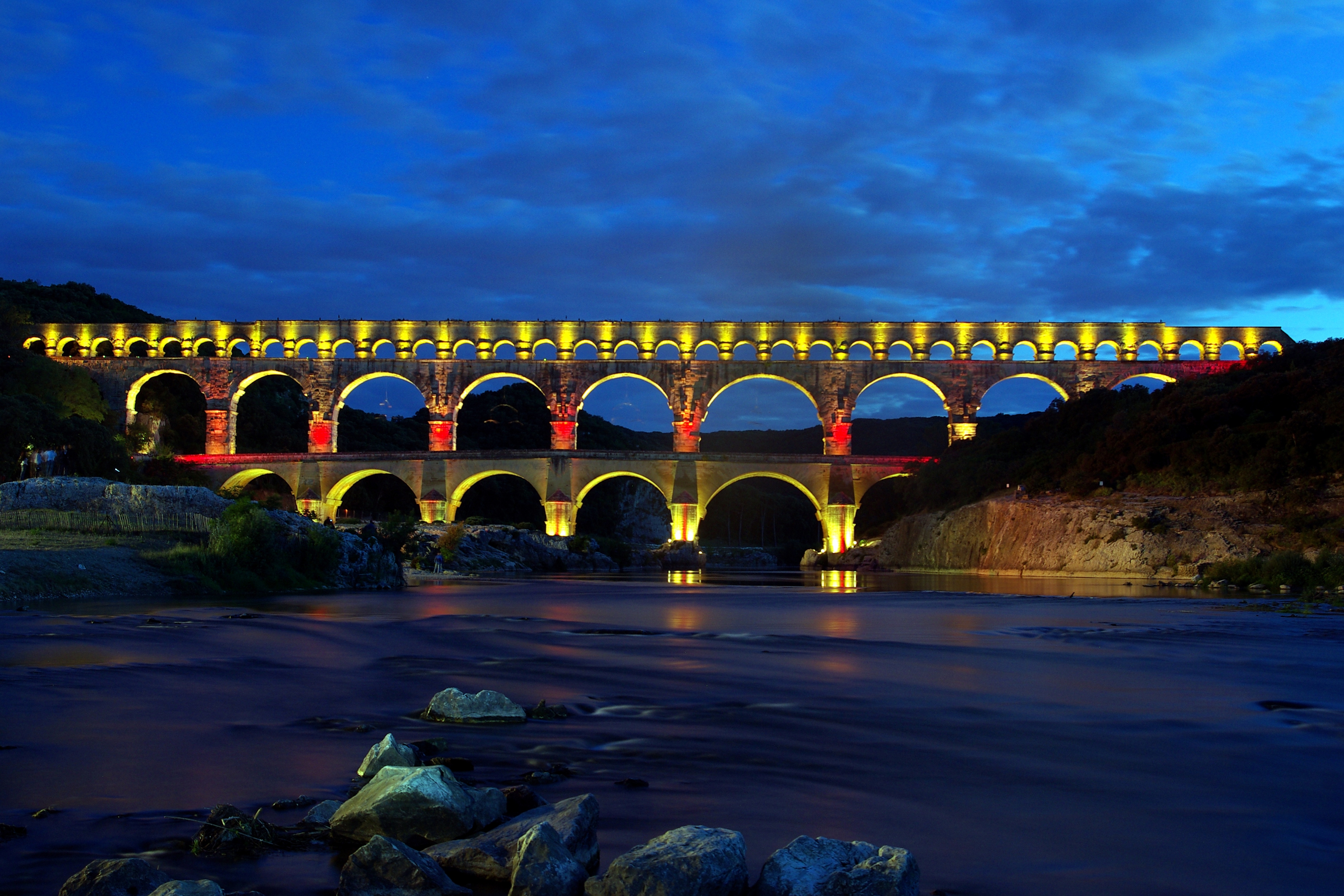
夜間にライトアップされたポン・デュ・ガール

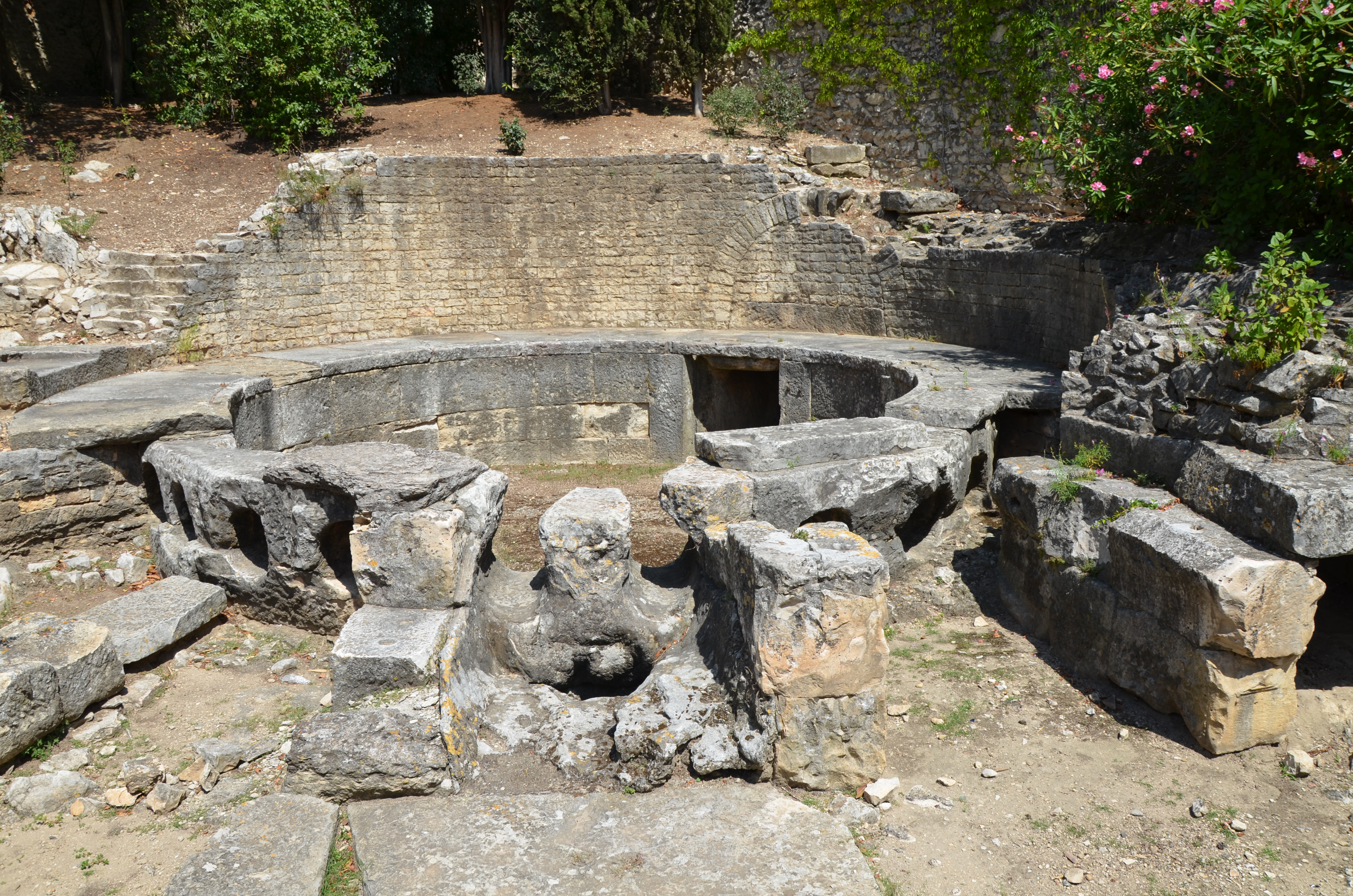
ニームの配水池（castellum divisorium）

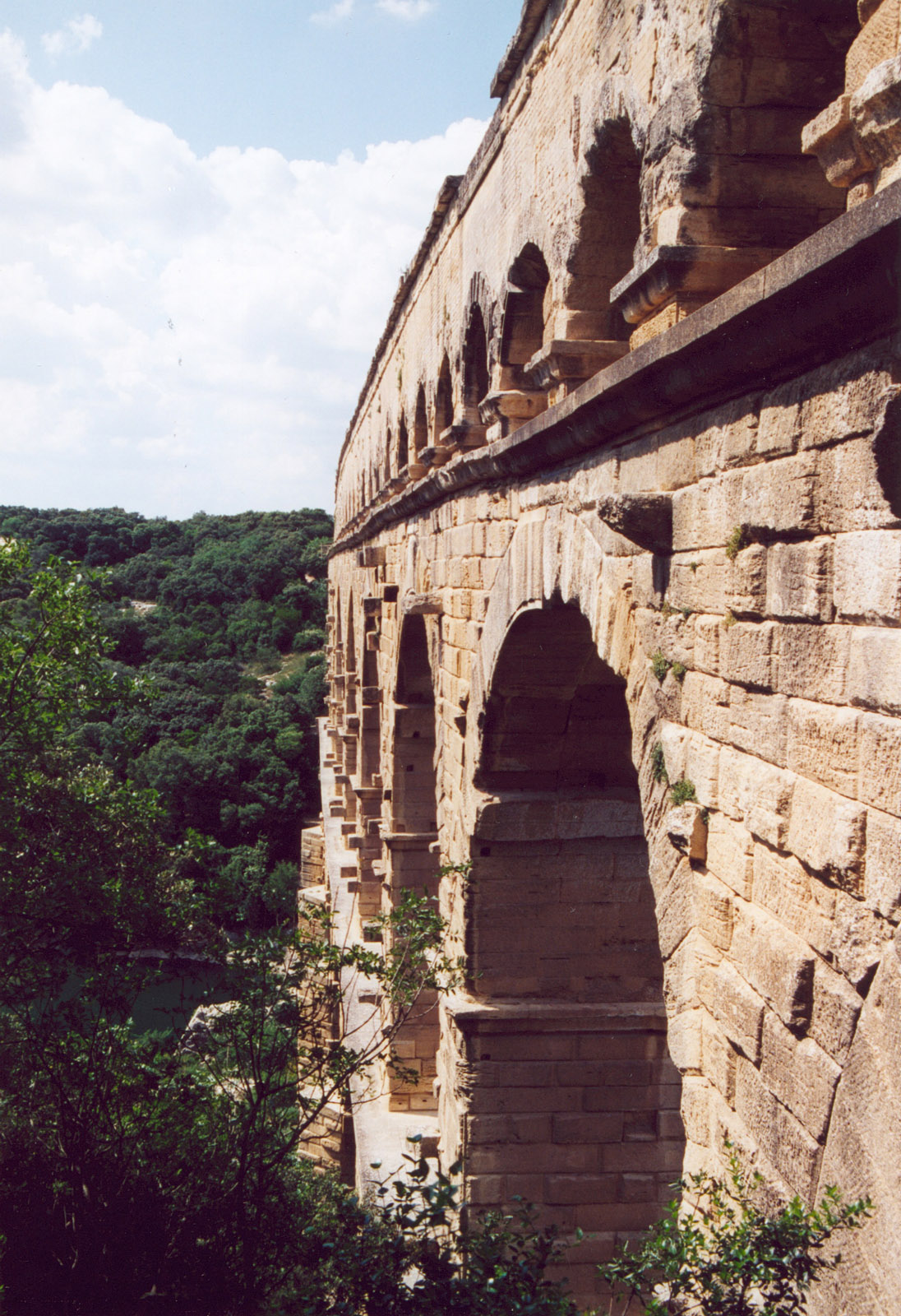
橋の曲率

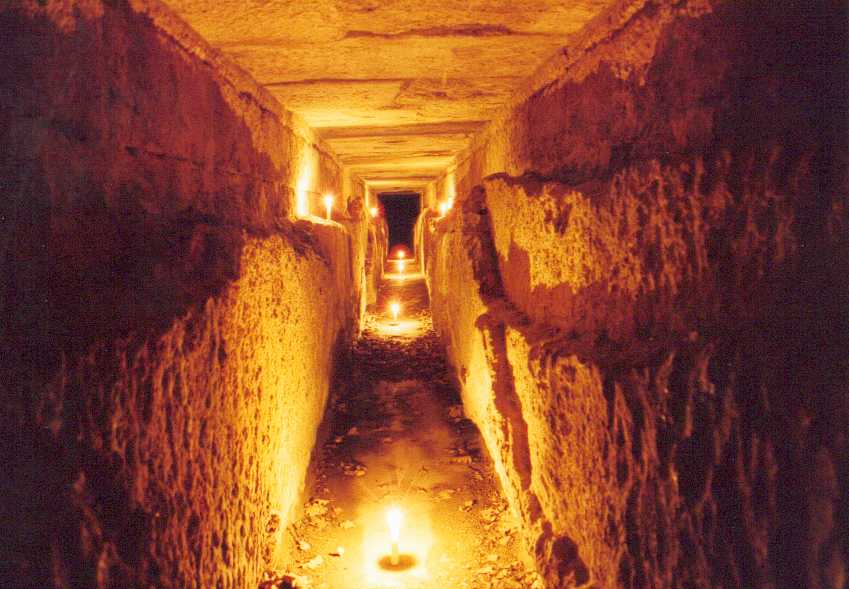
水道橋の上層部にある配水路

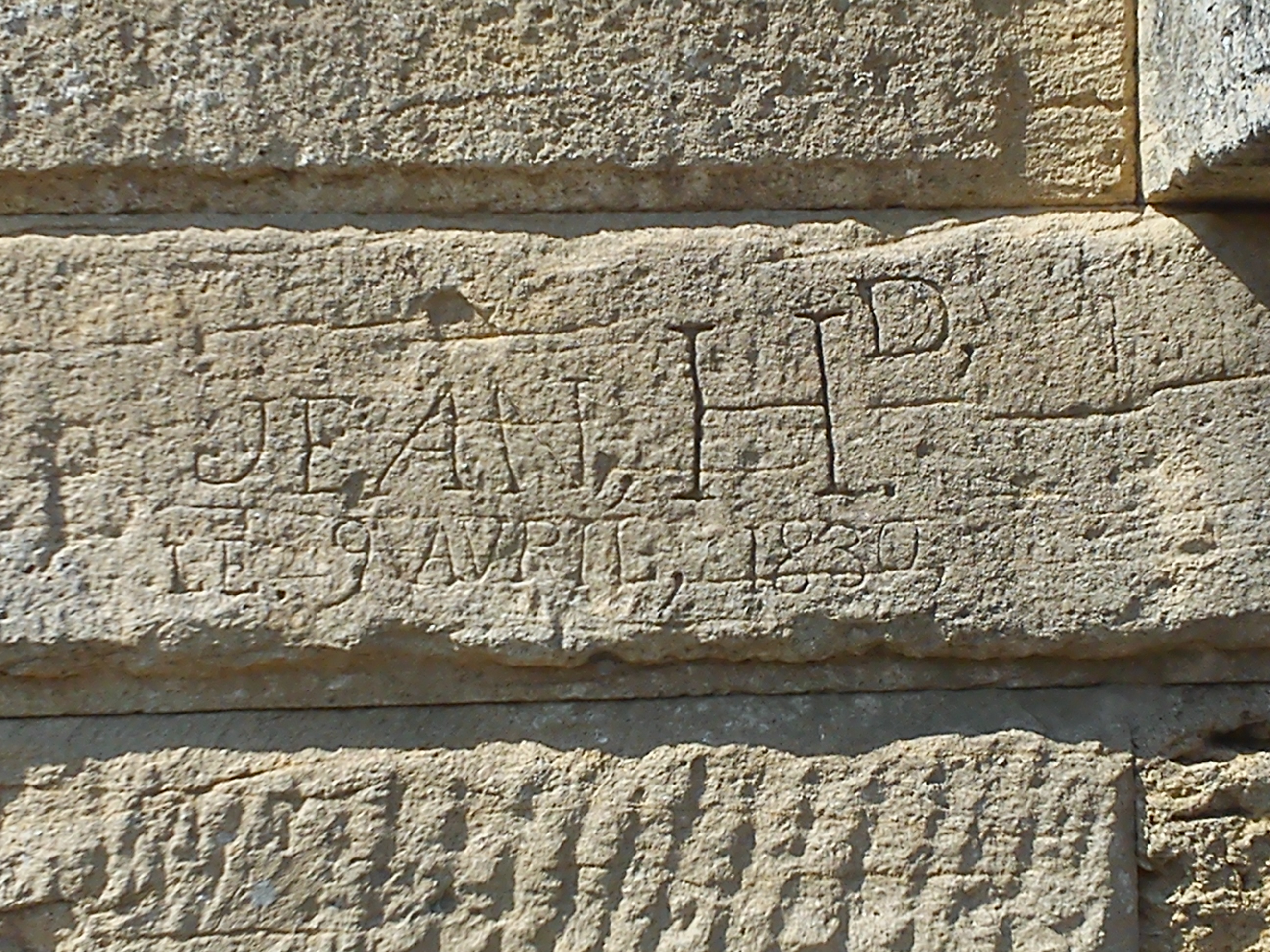
目地を鑿（のみ）で刻んで他の石塊と接合（Gravure réalisée au XIX, où l'on peut lire : "JEAN, Hᴰ, LE 9 AVRIL, 1830".）との刻記がある

ポン・デュ・ガール（仏: Pont du Gard）あるいはガール橋はフランス南部・ガール県のガルドン川に架かる水道橋である。古代ローマ時代、西暦50年ごろ建設され、ローマ帝国の植民地であったユゼスからネマウス（現在のニーム）へ水を運ぶための水路の途中にある。古代ローマ時代の水道橋の中で最も高く、最も保存状態の良い橋のひとつである。その類まれな保存状態、歴史的重要性、建築上の独創性から、1985年にユネスコの世界遺産に登録された。

## 概要
ポン・デュ・ガールは、全長52km（52,702m）を超える水道橋の記念碑的建造物であり、ユゼスの麓にあるフォンテーヌ・デュールから、当時最盛期を迎えていたローマ帝国の都市ネマウス（現在のニーム）へと水を運んでいた。湧き水の一部は、ユゼス周辺を流れるアルゾン川と、アレスに近いブーケ山から汲み上げられた水であった。スタート地点とゴール地点の高低差はわずか12.6mで、全体の平均勾配は1kmあたり24.8cm。地形の関係で、水道橋はユゼスとニームの小さな山と谷を縫うように通っている。
ニームの水道橋は、陶器が証明しているように、おそらく紀元1世紀に建設されたものと推測される。アウグストゥスの時代のトンネルは迂回しなければならず、水道橋が後に建設されたことを示している。また、水道橋の水を集めていたニーム市の貯水池で発見されたコインは、クラウディウス帝の治世（41～54年）より前のものではないので、水道橋は西暦40～50年の間に建設されたと考えられている。建設には1000人の労働者が必要で、5年以上かかったと推定されている。
その平均水量は1日あたり40,000立方メートル、1秒あたり約460リットルと推定されている。水道が重力によって配水ポイントに到達するのに丸一日かかった。この配水池は、カステラム・ディヴィソリウム（羅: castellum divisorium）として知られ、今でもニーム市のランペーズ通りで見ることができる。ネマウスには井戸がいくつもあり、近くには泉もあったため、水道橋の建設は必要不可欠なものではなく、むしろ威信をかけたもので、街の公衆浴場や庭園、その他の噴水に水を供給するためのものであった。実際、この橋はローマの天才的な科学力を象徴していた。橋は、ガルドン川の恐ろしい洪水に耐えなければならなかったため、その挑戦はより大きなものとなった。
6世紀には使用されていた可能性があ り、もっと長く使用されていた部分もあるが、4世紀以降、維持管理が行き届かなくなり、石灰の堆積が導管の3分の2、さらに4分の3を占めるようになった。ヴイエの戦いの後、フランク族がユゼス地方を支配し、西ゴート族がニーム地方を支配し続けた2世紀の初めに、この水道は機能しなくなったと推定されている。放棄された層からは現代の陶磁器が発見され、水道橋は石切り場とし て利用された。水道橋の壁から切り離された石は、地元住民 によって自分たちの建物に利用されたり、ニームのサン・ボーディル墓地の石棺 の蓋に利用されたりした。

## 構造

### 構造の概要
近隣のローマ時代の採石場で切り出されたシェリー石灰岩を使って3階建てに建てられた橋の上部は、干潮時のガードから48.77 mの高さにある。橋の最長の長さは、建設当初は360mであったが、現在は275mである。
- 下層部：6つのアーチ、長さ142.35m、幅6.36m、高さ21.87m。
- 中層部：11のアーチ、長さ242.55m、幅4.56m、高さ19.50m。
- 上層部：35のアーチ、長さ275m、幅3.06m、高さ7.40m。この層は12個のアーチを失い、当初は360 mの長さであった。この層の前に長さ130 mの橋台があり、この橋台の起点で1988年に調整構造が発見された[7]。アーチは幅16ローマフィート（4.75 m）、橋脚は約10×10フィート（3 m）であった。
- 水路：高さ1.80m、幅1.20m、勾配0.4％。

大きな石塊で組まれた橋の2階部分の柱の内側を見ると、ローマ時代の建築家たちの仕事ぶりがよくわかる。石塊の切断技術（「クー・デスクード」の痕跡）と建築技術（正方形に敷き詰められた石塊と「ブティッセ」、足場のための突き出た石塊）。現場に近づくと、石塊の組み立ての精密さを見ることができる。それぞれの石塊は、現場で目地を鑿（のみ）で刻んで他の石塊と接合された。
橋の表面には無数のマークや彫刻が点在している。これらは、アーチの迫石（せりいし）の位置を示す組立跡である、これらは、例えば「FRS II」（frons sinistra II、すなわち「左面2」）のような丸天井の楔石の位置を示す組立印や、アポトロパシー（「邪悪な影響をそらす」）のシンボルである「ファルス」のようなシンボル、あるいはポン・デュ・ガールが必ず立ち寄る場所であったあらゆる時代の建築家が残した様々な印である。
三層目にある水道橋は、モルタルと石でできた床と瓦礫の石壁でできている。その大きさから、一人で簡単に維持管理することができた。
分析の結果、ポン・デュ・ガールで発見された「赤いボウル」の成分は、この構造物の防水性を高め、エミール・エスペランデューがマルサであると仮定したものであるが、実際には、特定の粒径の赤い石英砂に酸化第二鉄を多く含んだ石灰乳を混ぜたものであることが判明した12。ニーム水道橋のようなローマ時代の水力構造物の多くは、チュイローセメント13 で作られたケーシングで密閉されていた。
橋の上層部は上流側に凸に湾曲している。長い間、この変形は、アーチダムのように構造物の強度を確保しようとする建設者の意向によるものだとされてきた。1989年に実施された微地形測定の結果、現在では、日照の影響による日中の膨張が約5mmの変位を引き起こし、夜になると石は元の位置に戻ると解釈されている。何世紀にもわたってこの現象が繰り返された結果、現在の橋の形になったのであろう。

### 土木技術
橋はほとんどすべて乾式で、つまりモルタルを使わず、重さ6トンもある石をオークのほぞ継ぎでつなぎ合わせて造られた。水道橋の高さにある最も高い部分だけが、モルタルで接着された瓦礫でできている。貝殻石灰岩は、記念碑から700メートルほど下流、ガルドン川のほとりにあるエステルの採石場で採れたものである。地元では「ヴァース石」と呼ばれるこの石材は、かなり粗く、切削に最適である。
パイプの中心部（水が循環する部分）は、石灰をベースにしたローマン・コンクリートで、石灰による損傷を防ぐために赤みがかった酸化第二鉄ベースの塗料が塗られている。パイプの高さは約1.80メートル。
現場では、作業員が座ってウインチに必要な動力を供給するリス・ケージを使って石塊を組み立てた。建設中、橋を支えるために複雑な足場が組まれ、その跡が今でも橋の表面に残っている。足場の支柱はいたるところに見られ、橋脚には、アーチを固定するための半円形の木製の継ぎ手を支える出っ張りがある。建設には3年から5年（ニーム水道橋全体では約15年）かかり、800人から1,000人の労働者が現場で働いたと推定されている。使用された石材は1,100万個、構造物全体の重さは50,400トンと推定されている。主要なヴォールトはそれぞれ独立したヴォールトで構成されており（下層に4つ、2層に3つ）、これによって構造物全体が、時間の経過とともに避けられないわずかな動きや沈下にも耐えられるようになっている。このようにヴォールトが独立したリングに分割されているのは、ナルボネーズ地方だけで、例えば、ソミエール、ボワセロン、アンブルッスム、ナージュ＝エ＝ソロルグのローマ橋に見られる。
三層目にある水道橋は、モルタルと石でできた床と瓦礫の石壁でできている。その大きさから、一人で簡単に維持管理することができた。
分析の結果、ポン・デュ・ガールで発見された「赤いボウル」の成分は、この構造物の防水性を高め、エミール・エスペランデューがマルサであると仮定したものであるが、実際には、特定の粒径の赤い石英砂に酸化第二鉄を多く含んだ石灰乳を混ぜたものであることが判明した。ニーム水道橋のようなローマ時代の水力構造物の多くは、チュイローセメント で作られたケーシングで密閉されていた。

## 水道橋放棄後の橋

### 劣化
中世から18世紀にかけて、橋は大きな被害を受けた。時期は不明だが、おそらく11世紀頃、3層目の12のアーチが破壊され、石は建築資材として引き揚げられた。その後、この橋は川を渡る通路として使われるようになり、2層目の橋脚は、増大する交通量に対応するため、より広いスペースを確保するためにへこまされたが、その結果、構造全体が危険なほど不安定になった。

### 再発見と修復
古代を絶対的な模範の地位に押し上げたルネサンスは、フランスに現存する最も壮大なローマ遺跡のひとつであるポン・デュ・ガールに強い関心を寄せた。
1564年12月、シャルル9世がフランスを巡幸（シャルル9世のフランス巡幸、1564年～1566年）した際、宮廷や王国の偉人たち、兄のアンジュー公、ナバラのアンリ、ブルボン家とロレーヌ家の枢機卿を伴って、この橋の前を通過した。
1647年、ニームの司教は早くもラングドック州に橋の破滅の危機を警告した。司教は代議員への演説の中で、修繕のために1,500リーヴルの資金がすでに用意されていたが、それが「ポン＝サン＝テスプリの町のブルジョワの手に[...]」妨げられていることを指摘した。 10日、ピレネー和平交渉のために南フランスを訪れていたルイ14世と宮廷人は、ポン・デュ・ガールを見に行った。
1696年、ラングドック総督ニコラ・ド・ラモワニョン・ド・バスヴィルは、建物の安定性を懸念し、修道院長アンリ・ド・ローランスと同州の建築家オーギュスタン＝シャルル・ダヴィレールに修繕の見積書を作成させた。ラングドック州が費用を負担したこの工事は1704年まで続き、桟橋のくぼみは部分的に埋められ、各桟橋の周りには道路を広げるための角材で組まれた通路が作られた。
1730年、クロード・ドゥヴィックとジョセフ・ヴァイセットは、『ラングドックの歴史』（Histoire générale de Languedoc）の第1巻で、当時ポン・デュ・ガールについて知られていたことを整理した。古文書がなく、考古学がまだ発展途上であった当時、その年代は非常に不確かなものであったが、ニコラ・ベルジェがその著書『Histoire des grands chemins de l'Empire romain』（1622年）の中で、水道橋の建設をアグリッパ（63年頃～12年頃）としていることを指摘し、ハドリアヌス帝（76年～138年）によって建設されたと考える傾向が強かったことを指摘した。しかし、水道橋のルートは判明しており、彼らは「水が補給されるトゥール・マニュと、その水を都市に供給する大きな貯水池」の近くにあるフォンテーヌ・デュールからニームに水を運ぶためのものであることを指摘し、さらに、あまり分別はなかったが、「ナウマキア（模擬海戦）を上演するための円形闘技場まで」と付け加えた。
1743年から1747年にかけて、技師アンリ・ピトーは下層のアーチに頑丈な道路橋を付け加えた。その後、くぼみは永久に塞がれた。これを記念して、ラングドック州は橋の2階部分の橋脚に大理石のプレートを設置し、次のような碑文を刻んだ：
ローマ帝国がオクシタニアに建国したMDCCXLV年。Cura d. Henr. Pitot e. regia scientiarum academia

1793年に革命派によって破壊された。

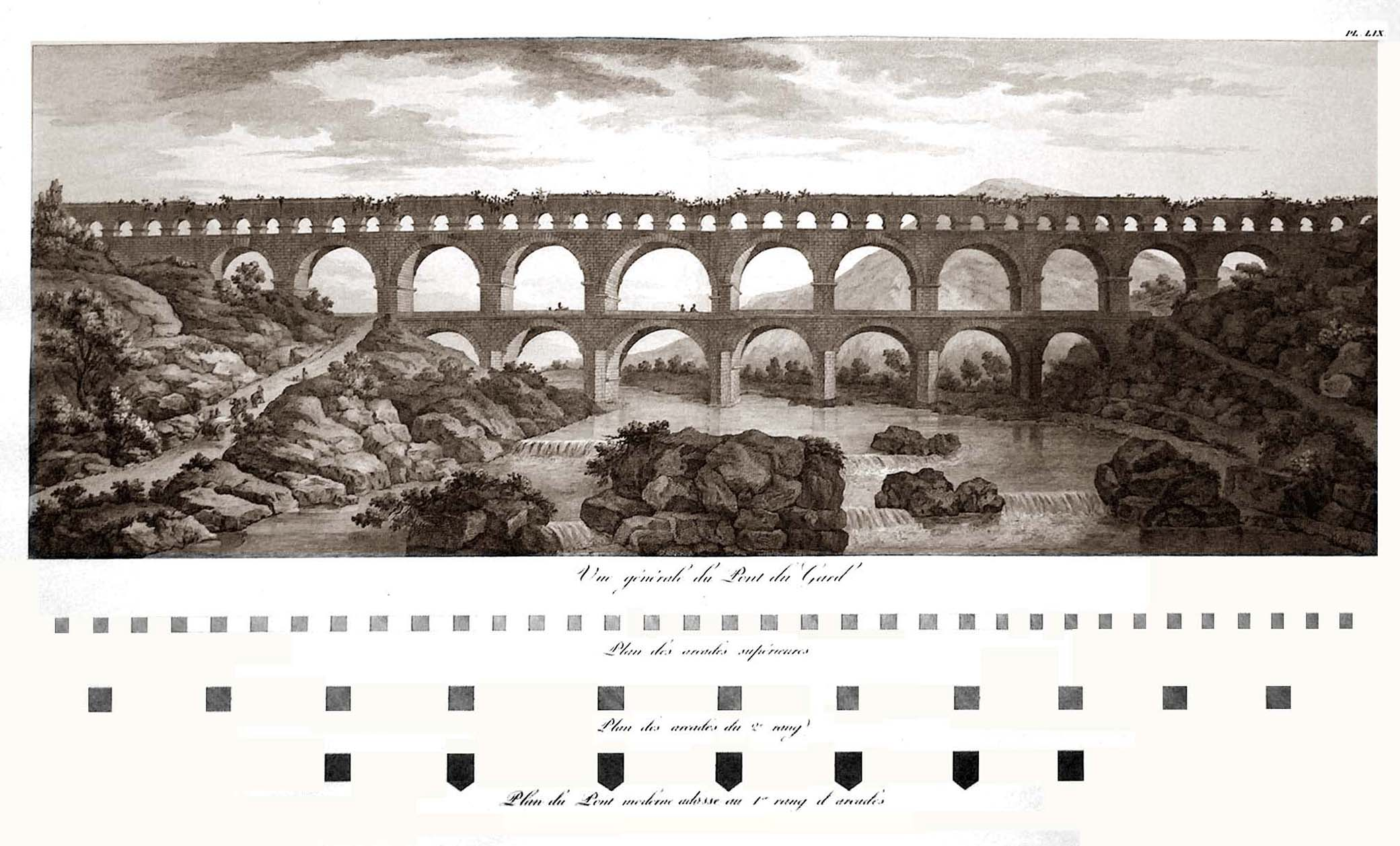
1804年当時の橋の深刻な劣化状態を示しているシャルル＝ルイ・クレリソー（フランス語版） のエングレービング画。

ローマ世界で最も高い位置にある橋として知られる水道橋は、1840年に歴史的建造物に指定され、再び大規模な修復工事を受けた。1842年から1846年にかけては、シャルル＝オーギュスト・クエステルによって、水道橋にアクセスするための階段が最上階の最後の桟橋の内側に作られ、1855年から1859年にかけては、ナポレオン3世の命により、ジャン＝シャルル・ライスネの指揮の下、橋の歴史上最も重要な修復工事が行われた。

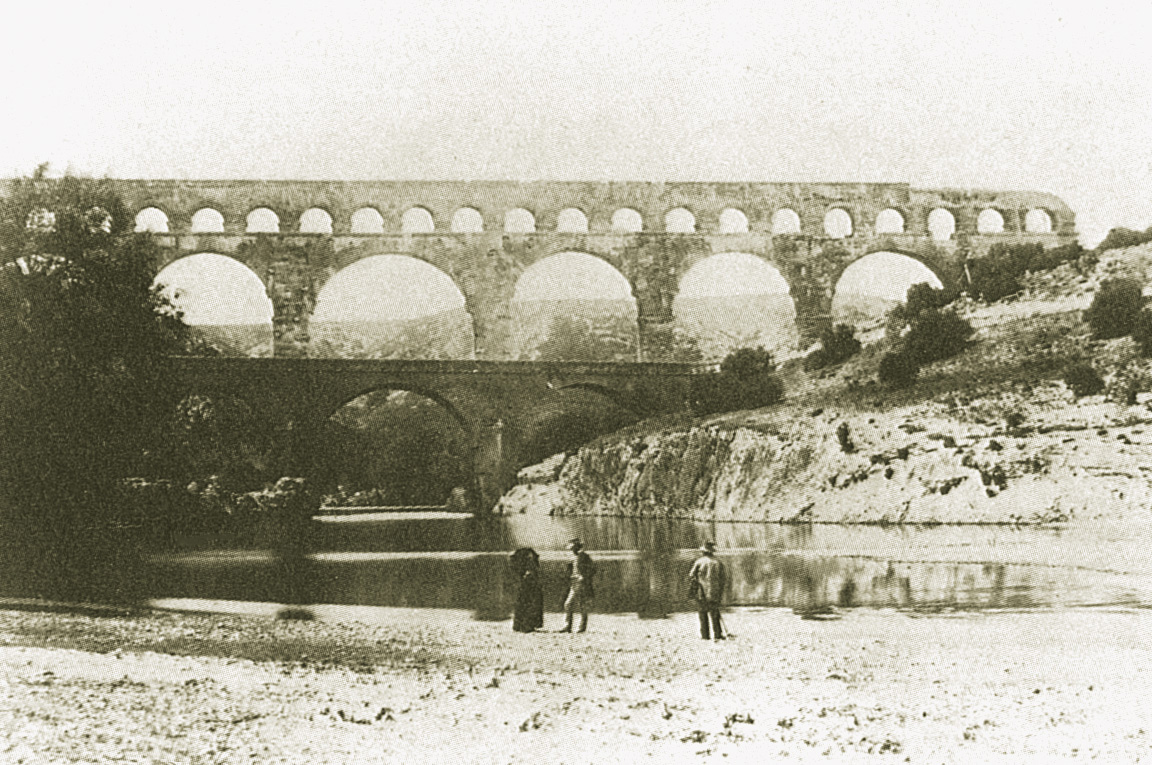
1851年にヘリオグラフィック・ミッション（フランス語版）（歴史的建造物調査団）の一環として、エドゥアール・バルデュス（フランス語版）によって撮影されたポン・デュ・ガール。
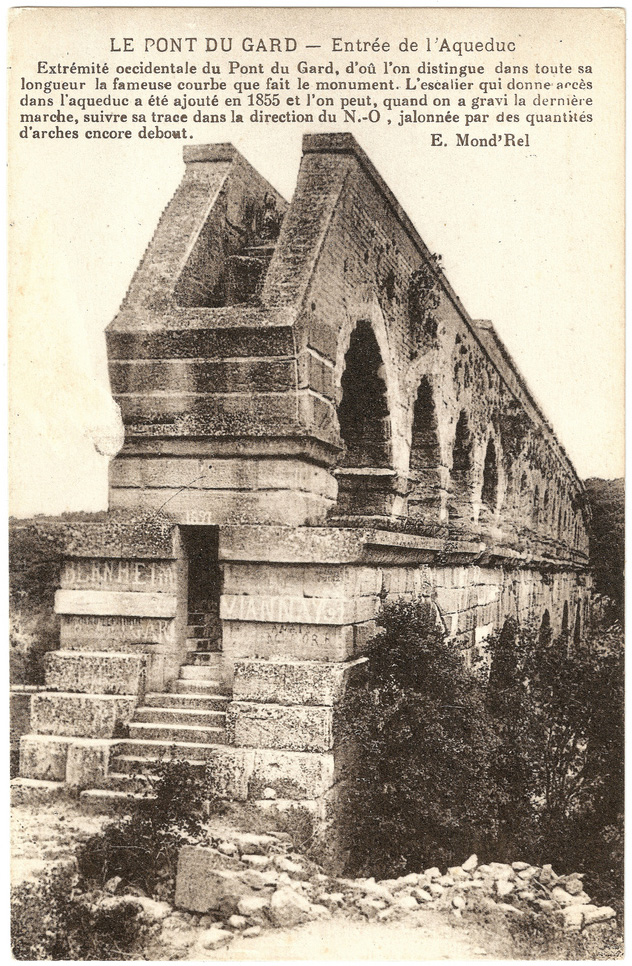
1891年、ポン・デュ・ガールの西端。シャルル・レズネ（フランス語版）によって設置された階段が見える。

1988年と特に2002年9月、大洪水に見舞われ、壊滅的な浸水を引き起こしたが、建造物への被害はなかった。しかし、2002年の洪水では、下層のアーチの4分の3まで浸水した。
2000年、フランス政府は、地元自治体、ユネスコ、欧州連合（EU）の協力を得て、観光客の流入によって危機に瀕しているこの特別な記念碑を確実に保護するため、「国家的大遺跡」事業の一環として、建築家ジャン＝ポール・ヴィグイエに委託した遺跡開発プロジェクトに資金を提供した。歩行者のみがアクセスできるようにし、博物館を含む見学者施設を整備することが決定された。新しい建物は岩にはめ込まれ、記念碑からは見えない。特に景観に注意が払われ、マスツーリズムによって悪化していた景観は修復され、遊歩道が整備された。最後に、水道橋の上部にあるパイプへのアクセスは、ガイド付きツアーに制限されている。2011年には140万人の観光客が訪れ、フランスで最も観光客の多い遺跡のひとつである。現在は文化協力施設（EPCC）によって管理されている。

## 世界遺産への登録
この世界遺産は世界遺産登録基準のうち、以下の条件を満たし、登録された（以下の基準は世界遺産センター公表の登録基準からの翻訳、引用である）。
- (1) 人類の創造的才能を表現する傑作。
- (3) 現存するまたは消滅した文化的伝統または文明の、唯一のまたは少なくとも稀な証拠。
- (4) 人類の歴史上重要な時代を例証する建築様式、建築物群、技術の集積または景観の優れた例。

## 観光
敷地内には博物館がある。
長距離ハイキングコース (フランス)（GR）6 と GR63 は橋を通過する。

## 交通
- アヴィニョンまたはニームからバス

## 各国の水道橋
同様のローマ時代の水道橋はスペインのセゴビア、トルコのイスタンブールにも見られる。

## 作品に描かれたポン・デュ・ガール

### 文学
この驚異的な光景をうたいあげた作家・芸術家・考古学者は数知れない。
- 18世紀の思想家J.J.ルソーはこの巨大な橋を前にしたときの驚きを次のように語っている。

「この3層からなる素晴らしい建造物の上を歩き回ったが、敬意からほとんど足を踏めないほどであった。自分をまったく卑小なものと思いながらも、何か魂を高揚させてくれるものを感じて、なぜローマ人に生まれなかったのかとつぶやいていたのだった」。
- フランソワ・ラブレーの『パンタグリュエル』（1532年）には、モンペリエを通過する主人公の作品としてポン・デュ・ガールが登場する[n 4]
- アレクサンドル・デュマの『モンテ・クリスト伯』では、ガスパール・カデルースがこの建物の近くで「ポン・デュ・ガールのオーベルジュ」という店を経営しており、エドモン・ダンテスはアベ・ブゾーニに扮して、彼をイフ城に送り込んだ陰謀の詳細を知るために訪れる[25]。

### 映画
『Mr.ビーンの休日』では、Mr.ビーンが少年の父親に電話をかけようとする。そこで彼は自殺願望のある男の携帯電話に出会うが、その男は自分の愛する女性だと思い込んでいた。Mr.ビーンが電話を切ると、男はポン・デュ・ガールから身を投げた。

### 切手
1930年、フランス郵政は20フランのショードロン切手を発行し、その種類の多さから人気を博した。2003年、フランス郵政は「Portraits de régions」シリーズとして、ポン・デュ・ガールを描いた0.50ユーロの切手を含む10枚の切手シートを発行した。La France à voir 。2012年、フランス郵政は「Visit France」と題した0.77ユーロの切手を発行し、ポン・デュ・ガールとレユニオン島のマファテ渓谷、エッフェル塔、モンサンミッシェル、スタニスラス広場が描かれている。

### 建築
1847年に開通したブーシュ＝デュ＝ローヌ地方のロックファヴール水道橋の設計者は、ポン・デュ・ガールの建築様式からインスピレーションを得て、世界で最も高い石造りの水道橋を建設した。